# Forés
Forés (oficialmente en catalán: Forès) es un municipio español de la comarca catalana de la Cuenca de Barberá (Tarragona). Cuenta con una población de 40 habitantes (INE 2024).

## Historia
Fue uno de los primeros emplazamientos en los que se inició la repoblación tras la reconquista de las tierras a las tropas sarracenas. Fue cedido por Ramón Berenguer I a Mir Foguet en el 1058. Más adelante pasó a depender del condado de Urgel hasta que en 1086 fue cedido a la iglesia. Durante todo el siglo XIII fue considerada como una villa real lo que le permitió tener representante en las Cortes catalanas que se celebraron en ese siglo. A partir de 1285 fue posesión del monasterio de Santes Creus quien mantuvo el señorío hasta 1835.

## Geografía humana

### Demografía
Cuenta con una población de 40 habitantes (INE 2024).
| Gráfica de evolución demográfica de Forés entre 1842 y 2021 |
| |
| Población de derecho según los censos de población del INE Población de hecho según los censos de población del INEEn estos censos se denominaba Forés: 1842, 1857, 1860, 1877, 1887, 1897, 1900, 1910, 1920, 1930, 1940, 1950, 1960, 1970 y 1981 |

### Economía
Forés se ha convertido en un pueblo de veraneo. Se decidió que todas las casas conservarían una estética uniforme, utilizando la piedra natural en las fachadas, lo que da armonía al conjunto del municipio.

## Cultura
El pueblo se desarrolló alrededor del antiguo castillo del que sólo quedan bastantes partes de las cimentaciones de los muros. La iglesia parroquial está dedicada a San Miguel. Se trata de un edificio de origen románico que fue construido entre los siglos XII y XIII. Tiene planta de cruz latina con crucero y bóveda blasonada. 
Se accede a través de dos puertas. Una estaba destinada al acceso de las mujeres y está situada a la izquierda del crucero. Tiene cuatro columnas a cada lado rematadas por capiteles bastante deteriorados. El tímpano está esculpido con representaciones de cruces y de anagramas. La entrada reservada a los hombres está en la fachada lateral y es mucho más sencilla. Sobre la puerta se abre una pequeña ventana.
El ábside original fue eliminado para poder construir la sacristía. En el siglo XIV se añadieron un par de capillas laterales. El campanario es de estilo barroco y tiene forma octogonal. En el interior de la iglesia se encontraba una imagen gótica, de 1324, de la Virgen de la Salud que se conserva en el Museo Diocesano de Tarragona.
La fiesta mayor se celebra el último sábado de agosto. La fiesta mayor de invierno tiene lugar el 7 de septiembre, festividad de la Virgen de la Salud.

## Turismo
El ayuntamiento ha destinado una zona destinada al ocio. En este sitio podréis disfrutar con los amigos, compañeros de trabajo y la familia. Está equipada con columpios, fuente, mesas, bancos y lo mejor de todo 3 barbacoas para poner en práctica vuestros dotes culinarios. Desde esta zona, hay vistas al norte, por lo que en días claros se ve perfectamente los Pirineos, Montserrat y el Montseny.